# Höflas (Gefrees)
Höflas ist ein Gemeindeteil der Stadt Gefrees im Landkreis Bayreuth (Oberfranken, Bayern). Höflas liegt in der Gemarkung Falls.

## Geografie
Der Weiler liegt an der Bahnstrecke Bamberg–Hof. Im Westen und Norden grenzen bewaldete Anhöhen an. Die Kreisstraße BT 10 führt nach Falls (1 km südlich) bzw. nach Streitau (1,2 km östlich).

## Geschichte
Der Ort wurde im Jahr 1398 als „zum Höfleins“ erstmals urkundlich erwähnt.
Gegen Ende des 18. Jahrhunderts bestand Höflas aus 11 Anwesen (7 Halbhöfe, 3 Viertelhöfe, 1 Dreiviertelhof). Die Hochgerichtsbarkeit sowie die Dorf- und Gemeindeherrschaft stand dem bayreuthischen Vogteiamt Stammbach zu. Das bayreuthische Stiftskastenamt Himmelkron war Grundherr sämtlicher Anwesen.
Von 1797 bis 1810 unterstand Höflas dem Justiz- und Kammeramt Gefrees. Infolge des Ersten Gemeindeedikts wurde Höflas dem 1812 gebildeten Steuerdistrikt Streitau zugewiesen. Zugleich entstand die Ruralgemeinde Höflas. Sie war in Verwaltung und Gerichtsbarkeit dem Landgericht Gefrees zugeordnet und in der Finanzverwaltung dem Rentamt Gefrees. Mit dem Zweiten Gemeindeedikt (1818) wurde Höflas in die Gemeinde Falls eingegliedert. Im Zuge der Gebietsreform in Bayern wurde Höflas am 1. Mai 1978 nach Gefrees eingemeindet.

### Ehemaliges Baudenkmal
- Haus Nr. 7: Stattlicher Wohnstallbau mit Halbwalmdach. Korbbogige Haustür mit Pilastern und Archivolte, der Scheitelstein bezeichnet „JO 1822“ (=Johann Ott). Eckquaderung.[9]

### Einwohnerentwicklung
| Jahr      | 001812 | 001819 | 001861 | 001871 | 001885 | 001900 | 001925 | 001950 | 001961 | 001970 | 001987 |
| Einwohner | 67     | 72     | 49     | 87     | 74     | 58     | 50     | 66     | 43     | 38     | 35     |
| Häuser    | 11     |        |        |        | 14     | 11     | 9      | 10     | 9      |        | 9      |
| Quelle    | [ 7 ]  | [ 11 ] | [ 12 ] | [ 13 ] | [ 14 ] | [ 15 ] | [ 16 ] | [ 17 ] | [ 18 ] | [ 19 ] | [ 1 ]  |

## Religion
Höflas war ursprünglich nach St. Jakobus der Ältere (Marktschorgast) gepfarrt. Seit der Reformation ist der Ort evangelisch-lutherisch geprägt und nach St. Georg (Streitau) gepfarrt. Die katholische Minderheit gehört bis heute der Pfarrei Marktschorgast an.